# 约阿希姆·黑尔
约阿希希·黑尔（德語：Joachim Heer，1825年9月25日—1879年3月1日）是一位瑞士政治家，瑞士联邦委员会委员（1875年-1878年）。他于1875年12月10日当选为联邦委员会委员，至1878年12月31日卸任。约阿希希·黑尔是瑞士自由民主党成员。
在任期内，他主要主持领导了以下部门的工作：
- 邮政与电报部（1876年）
- 政治部（1877年）
- 铁道与贸易部 （1878年）

他于1877年出任瑞士联邦总统。

## 外部連結
- Chantal Lafontant: Joachim Heer在線上《瑞士歷史辭典》中的德文、法文或版詞條。